# Nombre de Prandtl magnétique
Le nombre de Prandtl magnétique ({\displaystyle {Pr}_{\mathrm {m} }},  ou parfois {\displaystyle {Pm}}) est une quantité sans dimension en magnétohydrodynamique. C'est le rapport entre la diffusivité de la quantité de mouvement (viscosité) et de la diffusivité magnétique. Il est défini comme :
{\displaystyle {Pr}_{\mathrm {m} }={\frac {Re_{\mathrm {m} }}{Re}}={\frac {\nu }{\eta }}}
où :
- {\displaystyle {Re_{\mathrm {m} }}} est le nombre de Reynolds magnétique ;
- {\displaystyle {Re}} est le nombre de Reynolds ;
- {\displaystyle \nu } est la viscosité cinématique ;
- {\displaystyle \eta } est la diffusivité magnétique.

À la base de la zone de convection du Soleil, le nombre de Prandtl magnétique vaut environ 10−2 , et à l'intérieur des planètes et dans les dynamos de laboratoire utilisant du métal liquide, il est d'environ 10−5.